# Libertad (album)
Pour les articles homonymes, voir Libertad.
Albums de Velvet Revolver
Contraband
(2004)
Singles
1. She Builds Quick Machines
Sortie : 21 mai 2007
2. The Last Fight
Sortie : 20 août 2007
3. Get Out the Door
Sortie : 2007
4. Let It Roll
Sortie : 23 mai 2008

Libertad est le titre du deuxième album du supergroupe de hard rock Velvet Revolver. Il est sorti le 3 juillet 2007 sur le label RCA Records. Libertad signifie "liberté" en espagnol.

## L'album
L'album est enregistré à Hollywood aux studios Henson Recording entre le 11 décembre 2006 et le 25 février 2007. Si le producteur initial devait être Rick Rubin, Brendan O'Brien assure finalement sa production.
Le groupe a annoncé que cet album serait plus conceptuel, dans le genre de Exile on Main Street des Rolling Stones.
L'album débute dans les charts du Billboard 200 directement à la 5e place mais les ventes n'atteignent pas les 500 000 exemplaires aux États-Unis ce qui amène le label RCA Records à se séparer du groupe,
L'album est nommé le meilleur album rock de l'année 2007 par les lecteurs du magazine de guitare Guitar World.
En avril 2008, Scott Weiland quitte le groupe pour reformer Stone Temple Pilots.

## Liste des titres
- Tous les titres sont signés par Slash, Duff McKagan, Scott Weiland, Matt Sorum et Dave Kushner sauf indication.

1. Let It Roll - 2:32
2. She Mine - 3:24
3. Get Out The Door - 3:14
4. She Builds Quick Machines - 4:03
5. The Last Fight - 4:03
6. Pills, Demons & Etc. - 2:54
7. American Man - 3:56
8. Mary Mary - 4:33
9. Just Sixteen - 3:58
10. Can’t Get It Out Of My Head (Jeff Lynne) - 3:57
11. For A Brother - 3:26
12. Spay - 3:06
13. Gravedancer (contient le titre caché "Don't Drop that Dime" à partir de 4:40) - 8:42

## Personnel
- Scott Weiland: chant, claviers sur "Get Out the Door"
- Slash: guitare solo, rythmique et acoustique, talkbox sur "Get Out the Door"
- Dave Kushner: guitare rythmique
- Duff McKagan: basse, chœurs
- Matt Sorum: batterie, percussions, chœurs

## Charts & certifications

### Album
Charts
| Pays                                 | Durée du classement | Meilleur classement | Date            |
| ------------------------------------ | ------------------- | ------------------- | --------------- |
| Allemagne (GfK Entertainment)        | 3 semaines          | 36e                 | 13 juillet 2007 |
| Australie (ARIA Charts)              | 4 semaines          | 10e                 | 15 juillet 2007 |
| Autriche (Ö3 Austria Top 40)         | 4 semaines          | 22e                 | 13 juillet 2007 |
| Belgique (V) (Ultratop)              | 6 semaines          | 62e                 | 21 juillet 2007 |
| Belgique (W) (Ultratop)              | 2 semaines          | 80e                 | 21 juillet 2007 |
| Canada (Canadian Album Chart)        | 2 semaines          | 2e                  | 21 juillet 2007 |
| Danemark (Tracklisten)               | 1 semaine           | 27e                 | 13 juillet 2007 |
| Écosse (Scottish Album Chart)        | 7 semaines          | 3e                  | 8 juillet 2007  |
| Espagne (Promusicae )                | 2 semaines          | 44e                 | 8 juillet 2023  |
| États-Unis (Billboard 200)           | 13 semaines         | 5e                  | 21 juillet 2007 |
| Finlande (Suomen virallinen lista)   | 5 semaines          | 4e                  | 9 juillet 2007  |
| France (SNEP)                        | 6 semaines          | 66e                 | 7 juillet 2007  |
| Italie (FIMI)                        | 9 semaines          | 13e                 | 5 juillet 2007  |
| Norvège (VG-lista)                   | 2 semaines          | 14e                 | 9 juillet 2007  |
| Nouvelle-Zélande (RMNZ Albums Top40) | 7 semaines          | 3e                  | 9 juillet 2007  |
| Pays-Bas (MegaCharts)                | 6 semaines          | 34e                 | 7 juillet 2007  |
| Royaume-Uni (UK Albums Chart)        | 7 semaines          | 6e                  | 8 juillet 2023  |
| Royaume-Uni (UK Rock and Metal)      | 8 semaines          | 1er                 | 8 juillet 2023  |
| Suède (Sverigetopplistan)            | 4 semaines          | 14e                 | 12 juillet 2007 |
| Suisse (Schweizer Hitparade)         | 7 semaines          | 21e                 | 15 juillet 2007 |

Certifications
| Pays             | Certification | Ventes   | Date            |
| ---------------- | ------------- | -------- | --------------- |
| Canada           | Or            | 50 000 + | 7 août 2007     |
| Nouvelle-Zélande | Or            | 7 500 +  | 9 juillet 2007  |
| Royaume-Uni      | Argent        | 60 000 + | 22 juillet 2013 |

### Singles
| Single                    | Chart                    | Durée du classement | Position | Date             |
| ------------------------- | ------------------------ | ------------------- | -------- | ---------------- |
| She Builds Quick Machines | (Mainstream Rock Tracks) | 20 semaines         | 2e       | 11 août 2007     |
| She Builds Quick Machines | (Alternative Songs)      | 13 semaines         | 14e      | 28 juillet 2007  |
| She Builds Quick Machines | (Canadian Hot 100)       | 12 semaines         | 43e      | 21 juillet 2007  |
| The Last Flight           | (Mainstream Rock Tracks) | 12 semaines         | 16e      | 13 octobre 2007  |
| The Last Flight           | (Canadian Hot 100)       | 11 semaines         | 72e      | 17 novembre 2007 |
| Get Out the Door          | (Mainstream Rock Tracks) | 5 semaines          | 34e      | 8 mars 2008      |